# Bythiospeum waegelei
Bythiospeum waegelei е вид охлюв от семейство Hydrobiidae. Видът е уязвим и сериозно застрашен от изчезване.

## Разпространение
Разпространен е в Германия.